# Diocesi di Metaba
La diocesi di Metaba (in latino: Dioecesis Metabensis) è una sede soppressa del patriarcato di Costantinopoli e una sede titolare della Chiesa cattolica.

## Storia
Metaba, nell'odierna Turchia, è un'antica sede episcopale della provincia romana della Caria nella diocesi civile di Asia. Faceva parte del patriarcato di Costantinopoli ed era suffraganea dell'arcidiocesi di Stauropoli.
Metaba non è menzionata da Michel Le Quien nella sua opera Oriens christianus in quatuor Patriarchatus digestus, tra le sedi della Caria e nessuno dei suoi vescovi è documentato dalle fonti antiche. La diocesi compare nelle Notitiae Episcopatuum del patriarcato di Costantinopoli solo dal VII al IX secolo; si trova ancora nella recensione di una Notitia del XII secolo, ma come frutto di una interpolazione successiva. Nella Notitia del VII secolo, attribuita allo pseudo-Epifanio e composta durante il regno dell'imperatore Eraclio I (circa 640), Metaba occupa il 24º posto tra le suffraganee di Stauropoli.
Dal 1933 Metaba è annoverata tra le sedi vescovili titolari della Chiesa cattolica; finora il titolo non è stato assegnato.